# Julio Ganzo
Julio Ganzo Mediavilla (Mahón, Baleares 1914 - Alcalá de Henares, Madrid 25 de septiembre de 1985) fue un ajedrecista y autor español. Profesionalmente ostentaba el título de Doctor en Filosofía y Letras y tenía el cargo de Archivero Municipal de Alcalá de Henares.  Es conocido principalmente como autor de numerosos libros sobre ajedrez en los que trató sobre las diferentes facetas técnicas, culturales e históricas del llamado juego ciencia.

## Biografía
Como ajedrecista, fue activo participante de torneos obteniendo algunos triunfos como primer lugar en el campeonato del Ateneo de Barcelona 1930, primero en el torneo de Valencia 1938, primero en el campeonato de Salamanca 1942. Llegó a participar en el campeonato de España, obteniendo el quinto lugar en la edición de 1942. En 1944 jugó dos partidas libres contra el entonces campeón mundial Alexander Alekhine logrando vencer en una de ellas. Ganzo mismo declaró que esa victoria no tenía gran mérito porque en esos tiempos Alekhine ya se encontraba disminuido en sus facultades por la mala salud y el alcoholismo.
Como autor publicó su primer libro en 1946, el cual estaba dedicado a cubrir un encuentro entre equipos de España y Argentina que se celebró de manera remota por radio. Desde ese entonces se convirtió en un prolífico autor de tratados y monografías de ajedrez en los que abarcó las diferentes especialidades que se encuentran en la bibliografía del juego. Fue autor de tratados de apertura, historia del juego, libros de torneos, libros dedicados a la carrera de algún jugador famoso y también a aspectos de interés cultural y de entretenimiento alrededor del juego. En este sentido acuñó la palabra ajedrología para designar precisamente a esos temas que no tenían que ver con el aspecto técnico y deportivo del ajedrez.
Siguió publicando, muchas veces en colaboración con otros autores, hasta la década de 1970 completando en total más de 50 títulos.
Falleció en Alcalá de Henares, el 25 de septiembre de 1985.

## Principales Obras
- Ajedrología,  Editorial Ricardo Aguilera.
- Los campeones mundiales de Ajedrez, Editorial Ricardo Aguilera, ISBN 10: 8470051156
- Conocimientos básicos de Ajedrez. Editorial Ricardo Aguilera, ISBN 10: 8424503228
- Historia general del Ajedrez, Editorial Ricardo Aguilera,
- Teoría del medio juego, Editorial Ricardo Aguilera,